# Bilbo Baggins
Bilbo Baggins (in ovestron: Bilba Labingi; in italiano anche Bilbo Sacconi) è un personaggio di Arda, l'universo immaginario fantasy creato dallo scrittore inglese J. R. R. Tolkien. Compare con un ruolo da protagonista nel romanzo Lo Hobbit, oltre che ne Il Signore degli Anelli e nei Racconti incompiuti.
All'interno del corpus dello scrittore, Bilbo è uno hobbit della Contea, cugino di Frodo Baggins, nonché uno dei possessori dell'Unico Anello, prezioso manufatto creato dall'Oscuro Signore Sauron che Bilbo trova all'interno della caverna di Gollum. Ne Lo Hobbit è, all'inizio, una persona sedentaria e tranquilla, del tutto disinteressata alle avventure; tuttavia, nel corso della storia, diventa progressivamente sempre più coraggioso, diventando determinante nella riconquista di Erebor da parte della compagnia di Thorin Scudodiquercia.
Ne Lo Hobbit Bilbo è il protagonista assoluto, mentre ne Il Signore degli Anelli assume un ruolo minore, pur rimanendo importante all'interno della storia. Nelle altre opere, Bilbo viene citato nei Racconti Incompiuti, nei quali vengono aggiunti dettagli sul suo passato e alcuni fatti antecedenti la trama de Lo Hobbit.

## Creazione
La lavorazione del romanzo Lo Hobbit ebbe inizio ufficiale in un torrido pomeriggio estivo mentre Tolkien era intento a correggere dei compiti di letteratura inglese. In questa occasione, l'autore scrisse l'incipit del racconto, «In un buco del terreno viveva uno Hobbit», e iniziò a sviluppare il personaggio di Bilbo Baggins, insieme alla biografia, alle usanze e all'aspetto di tutti gli Hobbit della Contea. Tolkien cominciò a scrivere le vicende di Bilbo all'incirca tra il 1929 e il 1930. Nel corso della scrittura, Tolkien pensò a Bilbo come uccisore del drago Smaug, salvo poi cambiare idea e sostituire lo hobbit con Bard l'Arciere.
Nella descrizione di Bilbo si può poi riscontrare un'auto-descrizione dello stesso autore come fa notare Humphrey Carpenter nella sua Biografia di Tolkien, in quanto entrambi erano figli di vivaci donne, entrambe aventi due notevoli sorelle, figlie di un nonno che visse fino a tardissima età, appartenenti a famiglie rispettabili. Sia Bilbo che Tolkien erano inoltre di mezza età e inclini al pessimismo, pratici, sobri (nell'alimentazione) ed amanti dei cibi semplici e dei vestiti colorati quando poteva permetterseli.
Sebbene la trama si concentri principalmente sul viaggio dei protagonisti verso Erebor, Tolkien sviluppa una sottotrama all'interno de Lo Hobbit incentrata principalmente sulla maturazione e sul cambiamento di Bilbo: il personaggio, da insicuro e timido, sviluppa una gran dose di coraggio e determinazione, diventando un vero e proprio eroe. Per questa sottotrama, Tolkien si ispirò alle reali vicende dei contadini e delle persone comuni durante la prima guerra mondiale.

## Biografia

### Lo Hobbit
Bilbo Baggins è l'unico figlio di Belladonna Tuc e di Bungo Baggins. I suoi genitori provenivano da due famiglie totalmente opposte: la famiglia da cui proveniva Bungo, i Baggins, era famosa per la sua rispettabilità e tranquillità, mentre la famiglia di Belladonna, i Tuc, era ricordata per la sua propensione verso le avventure. Bilbo, sebbene si comportasse esattamente come ogni membro della famiglia Baggins, aveva ereditato inconsciamente anche alcune qualità della famiglia materna.
Rimasto orfano dopo la morte prematura dei genitori, Bilbo trascorre un'esistenza felice e tranquilla nella Contea, finché non riceve la visita dello stregone Gandalf il Grigio, il quale lo esorta a partire con lui per un'avventura. Nonostante all'inizio sia riluttante all'idea di lasciare la sua dimora, Bilbo viene convinto dallo stregone ed entra a far parte della compagnia dei Nani di Thorin Scudodiquercia, intenzionati a recuperare il loro tesoro custodito all'interno della Montagna Solitaria (Erebor), infestata da un drago malvagio, Smaug. Bilbo, essendo l'unico membro del gruppo che può avere possibilità di avvicinarsi al drago (in quanto questo non conosce l'odore degli Hobbit), assume il ruolo di scassinatore.
Durante il viaggio, Bilbo affronta diversi ostacoli. Nel bosco viene catturato da tre Troll di montagna e, in questa occasione, dopo essere riuscito a scoprire la caverna dei Vagabondi, si impossessa di un pugnale elfico, Pungolo. Nella caverne dei Goblin, dopo essere scampato dai nemici grazie all'intervento di Gandalf, finisce per sbaglio nel covo della creatura nota come Gollum ed entra in possesso del magico anello di quest'ultimo, che ha la capacità di rendere invisibili. Sfuggito miracolosamente alla creatura grazie al magico anello, Bilbo si ricongiunge con i nani e con Gandalf e, grazie all'intervento di Gwaihir, il Signore delle Aquile, scampa ad un agguato degli Orchi.
Dopo aver raggiunto la casa di Beorn ed essersi ripreso dalla fatica del viaggio, Bilbo e il resto della compagnia entrano in Bosco Atro. Nel pericoloso bosco Bilbo salva tutti i suoi amici dalle grinfie di ragni giganti, sfruttando il suo anello magico e combattendo i nemici brandendo Pungolo, e, successivamente, dagli Elfi comandati dal re Thranduil. Divenuto un membro indispensabile per la compagnia, Bilbo riesce a scoprire il punto debole di Smaug, durante il suo primo e unico incontro con il drago. Grazie a questa scoperta, Bard l'Arciere uccide Smaug durante l'attacco di quest'ultimo alla Città del Lago.
Dopo la morte del drago, la compagnia dei nani riconquista finalmente Erebor e con essa anche il suo gigantesco tesoro e Thorin dona a Bilbo come ricompensa una cotta di maglia nanica fatta di Mithril. Questo, però, è bramato non solo dai nani, ma anche dagli elfi e dagli uomini della Città del Lago. Così, per acquietare gli animi e convincere Thorin a dare una parte del tesoro agli altri due popoli, evitando così una guerra, Bilbo dona agli assedianti l'Archepietra. Questo espediente, tuttavia, ha solo il risultato di fare infuriare Thorin nei confronti dello hobbit. Nel corso della battaglia dei cinque eserciti Bilbo riceve una pietra in testa e sviene. Si risveglia a battaglia finita, giusto in tempo per riappacificarsi con il morente Thorin. Lo hobbit, successivamente, ritorna nella Contea, dove tutti ormai lo credevano morto, e comincia a scrivere un romanzo autobiografico: Andata e ritorno, le Vacanze di uno Hobbit.

### La cerca di Erebor
La Cerca di Erebor costituisce un racconto in prima persona di Gandalf ai fatti accaduti nella prima parte de Lo Hobbit, compreso il primo incontro tra lo stregone con un giovanissimo Bilbo. All'epoca di questa vicenda Gandalf racconta che Bilbo era molto diverso dal personaggio presentato all'inizio de Lo Hobbit: era curioso, amava le storie, faceva molte domande sul vasto mondo fuori la Contea e, soprattutto, aveva ottimi rapporti con il popolo dei Nani. Queste qualità convinsero, così, Gandalf a proporre Bilbo come "scassinatore" per i Nani, intuendo che fosse necessario per loro riconquistare il loro regno perduto a discapito del drago Smaug. Tuttavia, una volta ritornato nella Contea parecchi anni dopo, Gandalf si accorse che il suo prediletto hobbit era mutato non di poco nel corso della sua assenza: era diventato avido e grasso, ma soprattutto aveva perso le aspirazioni di un tempo. Gandalf, in ogni caso, riuscì a convincere i nani a reclutare lo hobbit nella loro spedizione, nonostante la diffidenza iniziale di Thorin verso Bilbo, il quale lo riteneva un essere "molle come il fango della Contea, e stupido.".

### Il Signore degli Anelli
All'inizio de Il Signore degli Anelli, ambientato circa sessant'anni dopo il termine de Lo Hobbit Gandalf consiglia a Bilbo, in partenza dalla Contea, di lasciare in eredità al nipote Frodo l'anello magico trovato nella precedente avventura con i Nani. Questo oggetto si rivelerà essere l'Unico Anello, creato dall'Oscuro Signore Sauron, signore della terra di Mordor.
Diciassette anni dopo la sua partenza dalla Contea, Bilbo ritrova Frodo a Gran Burrone. Durante il Consiglio di Elrond Bilbo si offre di portare l'Unico Anello a Mordor per distruggerlo, ma al suo posto viene scelto suo nipote Frodo. Prima della partenza di Frodo verso Mordor, Bilbo gli regala sia la cotta di Mithril che il suo pugnale Pungolo.
Con la fine di Sauron, Bilbo, essendo stato anche lui un Portatore dell'Anello, parte con gli ultimi elfi, con Gandalf e suo nipote Frodo verso Valinor, lasciando per sempre la Terra di Mezzo.

## Descrizione

### Aspetto fisico

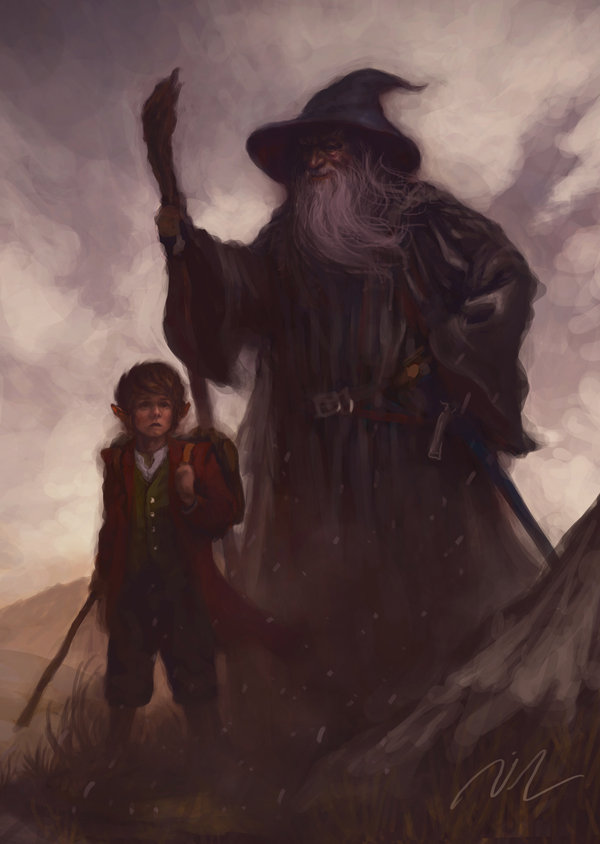
Bilbo e Gandalf
(illustrazione di Joel Lee).

Bilbo Baggins possiede l'aspetto di qualsiasi altro Hobbit della Contea: ha lunghe e abili dita scure, grandi piedi pelosi e resistenti, un viso giovanile, capelli ricci e un po' di pancia. Veste con colori vivaci, principalmente il giallo ed il verde. Nonostante all'inizio de Lo Hobbit abbia cinquant'anni, il suo viso è ancora molto giovanile.
Una volta entrato ad Erebor, Bilbo viene svestito delle sue semplici vesti Hobbit e rivestito con vesti e ornamenti presenti all'interno del bottino dei nani. Le vesti in questione gli vengono regalate da Thorin come primo pagamento per i servigi prestati alla sua compagnia:
(J. R. R. Tolkien, Lo Hobbit.)
All'inizio de Il Signore degli Anelli, nonostante abbia centoundici anni, Bilbo, grazie all'influenza dell'Unico Anello, non è per niente invecchiato ed ha conservato lo stesso aspetto che aveva ne Lo Hobbit: «Il tempo passava lasciando poche tracce sul signor Baggins: a novant'anni era tale e quale era stato a cinquanta; a novantanove incominciarono a dire che si manteneva bene: sarebbe stato più esatto dire che era immutato.».
L'influenza dell'Unico Anello, com'era accaduto anche a Gollum, risente anche sul fisico di Bilbo. In occasione del nuovo incontro tra Bilbo e Frodo, questi mostra involontariamente l'Unico Anello, facendolo vedere a Bilbo che reagisce a questa visione trasformandosi per pochi secondi in una creatura molto somigliante a Gollum:
(J. R. R. Tolkien, Il Signore degli Anelli.)

### Aspetti caratteriali
In La cerca di Erebor, Gandalf racconta il suo primo incontro con un giovanissimo Bilbo Baggins. Lo descrive come un giovanotto un po' strambo, con la passione per le avventure, per le storie, e con un grande attaccamento verso gli stranieri, specialmente i Nani. All'epoca de Lo Hobbit, tuttavia, la personalità di Bilbo è radicalmente mutata: il personaggio diventa avido, goffo e abbandona le aspirazioni di un tempo, tanto è vero che diventa in tutto e per tutto identico al suo rispettabile e ricco padre, Bungo Baggins. Tolkien, all'inizio de Lo Hobbit, descrive Bilbo come un tipo sedentario a cui piace dormire, fumare la pipa e fare anelli di fumo, esattamente come ad ogni altro membro della sua specie. Nel progredire de Lo Hobbit, si nota come Bilbo compia un cambiamento che lo porti a sviluppare un carattere molto più forte e determinato. Il personaggio diventa anche molto intelligente ed astuto, al punto tale da spingere i Nani e Thorin a chiedergli consiglio in molte occasioni. Nel finale del romanzo si assiste alla definitiva trasformazione del personaggio: dopo il viaggio e le avventure trascorse con la compagnia dei nani, Bilbo diventa una persona stravagante e perde la rispettabilità che lo aveva contraddistinto negli anni precedenti all'inizio de Lo Hobbit.

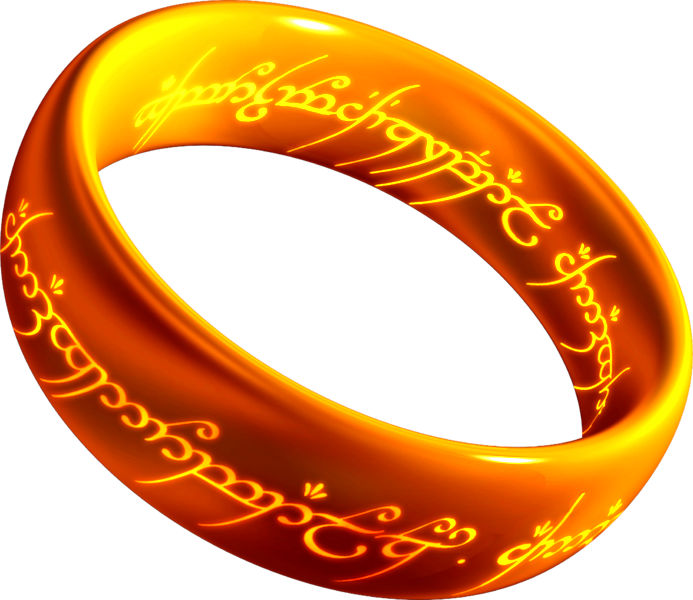
Illustrazione dell'Unico Anello, oggetto che muta radicalmente la personalità di Bilbo.

Ne Il Signore degli Anelli Bilbo presenta una personalità simile a quella narrata ne Lo Hobbit, tuttavia la sua mente inizia ad essere avvelenata a causa dell'Unico Anello. L'attaccamento verso questo prezioso oggetto maligno si manifesta in molte occasioni all'interno del libro, principalmente nel primo capitolo, momento nel quale Bilbo arriverà a denominare l'anello il "Mio tesoro", lo stesso soprannome utilizzato da Gollum, e successivamente poco prima della partenza di Frodo da Gran Burrone verso Mordor. Bilbo, comunque, riesce a liberarsi dal potere dell'anello, soprattutto grazie alla pressione del suo buon amico Gandalf. Nonostante abbia lasciato l'anello a Frodo, Bilbo continuerà a sentirne la mancanza fino alla fine de Il Signore degli Anelli. Sia ne Lo Hobbit che nel successivo Il Signore degli Anelli Bilbo si diverte ad utilizzare l'anello per scopi infantili, come far scappare i curiosi e gli invadenti dalla sua dimora oppure per compiere diversi scherzi alla gente di Hobbiville (come nel caso del suo centoundicesimo compleanno).
Bilbo detesta la famiglia dei Sackville-Baggins, suoi cugini, in particolare Otto e Lobelia, i quali desiderano ad ogni costo la sua eredità. Ne Lo Hobbit, appena ritornato a Hobbiville dopo il lungo viaggio da Erebor, Bilbo scopre con sua grande sorpresa che i suoi antipatici cugini hanno messo all'asta tutti i suoi averi e stavano per impadronirsi di Casa Baggins. Bilbo non perdonerà mai i Sackville-Baggins di tutto ciò, motivo per cui non li inviterà neppure al suo centoundicesimo compleanno all'inizio de Il Signore degli Anelli. A dispetto di questi parenti, invece, Bilbo è molto affezionato a Frodo Baggins, suo cugino di primo e secondo grado. Dopo la morte dei genitori di Frodo Bilbo si prese cura del ragazzo, lo portò a vivere con lui a casa Baggins e, infine, lo nominò suo erede poco prima di partire dalla Contea all'inizio de Il Signore degli Anelli, cosa che suscitò la rabbia dei Sackville-Baggins.

### Nome
Ne Il Signore degli Anelli Tolkien scrive che tutti i nomi maschili degli Hobbit sono privi del tutto di significato. Non è chiaro a quale nome o parola si sia ispirato l'autore per ideare questo nome, ma ci sono varie ipotesi. Secondo John D. Rateliff Bilbo è semplicemente un nome inventato oppure dalla parola Bilba, che Tolkien avrebbe storpiato sostituendo la lettera a con la o. Secondo il Dictionary of Obsolete and Provincial English una bilbo era una spada spagnola, il cui nome deriva da Bilbao, dove vengono forgiate spade eccellenti. Uno spadaccino era alle volte chiamato bilboman ma non c'è traccia sull'utilizzo da parte di Tolkien di questa fonte per la scelta del nome, anche se sarebbe assolutamente in accordo con la storia e con Pungolo.
Il nome Baggins, come fa notare Tom Shippey in The Road to Middle-earth, probabilmente deriva dal termine bagging che l'OED definisce come termine per indicare nelle contee del nord dell'Inghilterra un cibo mangiato durante i pasti regolari, nel Lancashire come un pasto pomeridiano. Le persone che usavano quei termini erano però solite perdere la g finale, sostituita quindi con una s. Walter E.Haigh definisce bæggin come un pasto, adesso di solito tè, ma formalmente qualunque pasto; un bagging, così chiamato perché trasportato in una borsa [bag]. Altre ipotesi, invece, sostengono che il cognome di Bilbo derivi dalla parola bag, cioè sacco o borsa in inglese. Questo era il nome della fattoria a Worcestershire della zia dell'autore.
Nelle opere tolkieniane sono stati attribuiti diversi appellativi usati occasionalmente, o in circostanze particolari. Scassinatore (Burglar) dai Nani, Ladro (Thief) da Gollum, figlio dell'Occidente cortese da Thorin sul suo letto di morte, il Magnifico, amico degli Elfi da Thranduil. ed infine Portatore dell'Anello, essendo stato anche lui uno dei possessori dell'Unico Anello di Sauron. Anche lo stesso Bilbo si è auto-attribuito degli appellativi: Vincitore dell'Anello, il Fortunato, il Cavaliere del Barile.

### Genealogia.[42]
| Balbo Baggins | Balbo Baggins | Balbo Baggins | Balbo Baggins | Balbo Baggins | Balbo Baggins |       |       |       |       |       |       | Beylla Boffin  | Beylla Boffin  | Beylla Boffin      | Beylla Boffin      | Beylla Boffin      | Beylla Boffin      |                    |                    |                         |                         |                         |                         |                         |                         |                        |                        |                        |                        |                        |                        |                    |                    |                    |                    |                    |                    |       |       |       |       |       |       |       |       |       |       |                    |                    |                    |                    |                    |                    |              |              |                    |                    |                    |                    |                    |                    |  |  |  |  |  |  |
| Balbo Baggins | Balbo Baggins | Balbo Baggins | Balbo Baggins | Balbo Baggins | Balbo Baggins |       |       |       |       |       |       | Beylla Boffin  | Beylla Boffin  | Beylla Boffin      | Beylla Boffin      | Beylla Boffin      | Beylla Boffin      |                    |                    |                         |                         |                         |                         |                         |                         |                        |                        |                        |                        |                        |                        |                    |                    |                    |                    |                    |                    |       |       |       |       |       |       |       |       |       |       |                    |                    |                    |                    |                    |                    |              |              |                    |                    |                    |                    |                    |                    |  |  |  |  |  |  |
|               |               |               |               |               |               |       |       |       |       |       |       |                |                |                    |                    |                    |                    |                    |                    |                         |                         |                         |                         |                         |                         |                        |                        |                        |                        |                        |                        |                    |                    |                    |                    |                    |                    |       |       |       |       |       |       |       |       |       |       |                    |                    |                    |                    |                    |                    |              |              |                    |                    |                    |                    |                    |                    |  |  |  |  |  |  |
|               |               |               |               |               |               |       |       |       |       |       |       |                |                |                    |                    |                    |                    |                    |                    |                         |                         |                         |                         |                         |                         |                        |                        |                        |                        |                        |                        |                    |                    |                    |                    |                    |                    |       |       |       |       |       |       |       |       |       |       |                    |                    |                    |                    |                    |                    |              |              |                    |                    |                    |                    |                    |                    |  |  |  |  |  |  |
| Mungo         | Mungo         | Mungo         | Mungo         | Mungo         | Mungo         |       |       |       |       |       |       | Laura Scavari  | Laura Scavari  | Laura Scavari      | Laura Scavari      | Laura Scavari      | Laura Scavari      |                    |                    |                         |                         |                         |                         |                         |                         |                        |                        |                        |                        |                        |                        |                    |                    |                    |                    | Largo              | Largo              | Largo | Largo | Largo | Largo |       |       |       |       |       |       | Tanta Soffiatromba | Tanta Soffiatromba | Tanta Soffiatromba | Tanta Soffiatromba | Tanta Soffiatromba | Tanta Soffiatromba |              |              |                    |                    |                    |                    |                    |                    |  |  |  |  |  |  |
| Mungo         | Mungo         | Mungo         | Mungo         | Mungo         | Mungo         |       |       |       |       |       |       | Laura Scavari  | Laura Scavari  | Laura Scavari      | Laura Scavari      | Laura Scavari      | Laura Scavari      |                    |                    |                         |                         |                         |                         |                         |                         |                        |                        |                        |                        |                        |                        |                    |                    |                    |                    | Largo              | Largo              | Largo | Largo | Largo | Largo |       |       |       |       |       |       | Tanta Soffiatromba | Tanta Soffiatromba | Tanta Soffiatromba | Tanta Soffiatromba | Tanta Soffiatromba | Tanta Soffiatromba |              |              |                    |                    |                    |                    |                    |                    |  |  |  |  |  |  |
|               |               |               |               |               |               |       |       |       |       |       |       |                |                |                    |                    |                    |                    |                    |                    |                         |                         |                         |                         |                         |                         |                        |                        |                        |                        |                        |                        |                    |                    |                    |                    |                    |                    |       |       |       |       |       |       |       |       |       |       |                    |                    |                    |                    |                    |                    |              |              |                    |                    |                    |                    |                    |                    |  |  |  |  |  |  |
|               |               |               |               |               |               |       |       |       |       |       |       |                |                |                    |                    |                    |                    |                    |                    |                         |                         |                         |                         |                         |                         |                        |                        |                        |                        |                        |                        |                    |                    |                    |                    |                    |                    |       |       |       |       |       |       |       |       |       |       |                    |                    |                    |                    |                    |                    |              |              |                    |                    |                    |                    |                    |                    |  |  |  |  |  |  |
| Bungo         | Bungo         | Bungo         | Bungo         | Bungo         | Bungo         |       |       |       |       |       |       | Belladonna Tuc | Belladonna Tuc | Belladonna Tuc     | Belladonna Tuc     | Belladonna Tuc     | Belladonna Tuc     |                    |                    | Longo Baggins           | Longo Baggins           | Longo Baggins           | Longo Baggins           | Longo Baggins           | Longo Baggins           |                        |                        |                        |                        |                        |                        | Camellia Sackville | Camellia Sackville | Camellia Sackville | Camellia Sackville | Camellia Sackville | Camellia Sackville |       |       |       |       | Fosco | Fosco | Fosco | Fosco | Fosco | Fosco |                    |                    |                    |                    |                    |                    | Ruby Bolgeri | Ruby Bolgeri | Ruby Bolgeri       | Ruby Bolgeri       | Ruby Bolgeri       | Ruby Bolgeri       |                    |                    |  |  |  |  |  |  |
| Bungo         | Bungo         | Bungo         | Bungo         | Bungo         | Bungo         |       |       |       |       |       |       | Belladonna Tuc | Belladonna Tuc | Belladonna Tuc     | Belladonna Tuc     | Belladonna Tuc     | Belladonna Tuc     |                    |                    | Longo Baggins           | Longo Baggins           | Longo Baggins           | Longo Baggins           | Longo Baggins           | Longo Baggins           |                        |                        |                        |                        |                        |                        | Camellia Sackville | Camellia Sackville | Camellia Sackville | Camellia Sackville | Camellia Sackville | Camellia Sackville |       |       |       |       | Fosco | Fosco | Fosco | Fosco | Fosco | Fosco |                    |                    |                    |                    |                    |                    | Ruby Bolgeri | Ruby Bolgeri | Ruby Bolgeri       | Ruby Bolgeri       | Ruby Bolgeri       | Ruby Bolgeri       |                    |                    |  |  |  |  |  |  |
|               |               |               |               |               |               |       |       |       |       |       |       |                |                |                    |                    |                    |                    |                    |                    |                         |                         |                         |                         |                         |                         |                        |                        |                        |                        |                        |                        |                    |                    |                    |                    |                    |                    |       |       |       |       |       |       |       |       |       |       |                    |                    |                    |                    |                    |                    |              |              |                    |                    |                    |                    |                    |                    |  |  |  |  |  |  |
|               |               |               |               |               |               |       |       |       |       |       |       |                |                |                    |                    |                    |                    |                    |                    |                         |                         |                         |                         |                         |                         |                        |                        |                        |                        |                        |                        |                    |                    |                    |                    |                    |                    |       |       |       |       |       |       |       |       |       |       |                    |                    |                    |                    |                    |                    |              |              |                    |                    |                    |                    |                    |                    |  |  |  |  |  |  |
|               |               |               |               |               |               | Bilbo | Bilbo | Bilbo | Bilbo | Bilbo | Bilbo |                |                | Lobelia Serracinta | Lobelia Serracinta | Lobelia Serracinta | Lobelia Serracinta | Lobelia Serracinta | Lobelia Serracinta |                         |                         |                         |                         |                         |                         | Otto Sackville-Baggins | Otto Sackville-Baggins | Otto Sackville-Baggins | Otto Sackville-Baggins | Otto Sackville-Baggins | Otto Sackville-Baggins |                    |                    |                    |                    | Dora               | Dora               | Dora  | Dora  | Dora  | Dora  |       |       | Drogo | Drogo | Drogo | Drogo | Drogo              | Drogo              |                    |                    |                    |                    |              |              | Primula Brandibuck | Primula Brandibuck | Primula Brandibuck | Primula Brandibuck | Primula Brandibuck | Primula Brandibuck |  |  |  |  |  |  |
|               |               |               |               |               |               | Bilbo | Bilbo | Bilbo | Bilbo | Bilbo | Bilbo |                |                | Lobelia Serracinta | Lobelia Serracinta | Lobelia Serracinta | Lobelia Serracinta | Lobelia Serracinta | Lobelia Serracinta |                         |                         |                         |                         |                         |                         | Otto Sackville-Baggins | Otto Sackville-Baggins | Otto Sackville-Baggins | Otto Sackville-Baggins | Otto Sackville-Baggins | Otto Sackville-Baggins |                    |                    |                    |                    | Dora               | Dora               | Dora  | Dora  | Dora  | Dora  |       |       | Drogo | Drogo | Drogo | Drogo | Drogo              | Drogo              |                    |                    |                    |                    |              |              | Primula Brandibuck | Primula Brandibuck | Primula Brandibuck | Primula Brandibuck | Primula Brandibuck | Primula Brandibuck |  |  |  |  |  |  |
|               |               |               |               |               |               |       |       |       |       |       |       |                |                |                    |                    |                    |                    |                    |                    |                         |                         |                         |                         |                         |                         |                        |                        |                        |                        |                        |                        |                    |                    |                    |                    |                    |                    |       |       |       |       |       |       |       |       |       |       |                    |                    |                    |                    |                    |                    |              |              |                    |                    |                    |                    |                    |                    |  |  |  |  |  |  |
|               |               |               |               |               |               |       |       |       |       |       |       |                |                |                    |                    |                    |                    |                    |                    | Lotho Sackville-Baggins | Lotho Sackville-Baggins | Lotho Sackville-Baggins | Lotho Sackville-Baggins | Lotho Sackville-Baggins | Lotho Sackville-Baggins |                        |                        |                        |                        |                        |                        |                    |                    |                    |                    |                    |                    |       |       |       |       |       |       |       |       |       |       |                    |                    | Frodo              | Frodo              | Frodo              | Frodo              | Frodo        | Frodo        |                    |                    |                    |                    |                    |                    |  |  |  |  |  |  |

## Adattamenti
Bilbo è apparso in molti adattamenti cinematografici e radiofonici de Lo Hobbit e de Il Signore degli Anelli. Il primo adattamento è quello prodotto dalla BBC Radio nel 1956, in cui Bilbo era doppiato da Felix Felton, che però non riscosse il successo sperato; persino Tolkien rimase deluso dell'opera.
Orson Bean ha doppiato Bilbo nei due film animati prodotti da Rankin/Bass The Hobbit e Il ritorno del re. Nella versione a cartoni del 1978 invece Bilbo è doppiato in originale da Norman Bird e in lingua italiana da Carlo Reali, mentre, nelle scene girata in rotoscopio, è interpretato da Billy Barty. Paul Daneman ha doppiato Bilbo nell'adattamento radio della BBC The Hobbit (1968), mentre Ray Reinhardt, invece, negli adattamenti radiofonici The Hobbit (1979) e The Lord of the Rings (1981), entrambi prodotti dalla BBC.
Nella trilogia de Il Signore degli Anelli diretta da Peter Jackson, il ruolo di Bilbo è interpretato da Ian Holm con la voce italiana di Vittorio Congia. Holm aveva già qualche dimestichezza con il mondo di Tolkien, in quanto aveva doppiato il personaggio di Frodo Baggins nell'adattamento radiofonico The Lord of the Rings del 1981. Per il ruolo venne considerato Sylvester McCoy, il quale rimase in trattative per circa sei mesi prima di essere sostituito a titolo definitivo da Holm. McCoy avrà comunque modo di apparire nella trilogia de Lo Hobbit nel ruolo di Radagast il Bruno.
Nella trilogia de Lo Hobbit diretta da Peter Jackson, il ruolo di Bilbo è interpretato da Martin Freeman con la voce italiana di Fabrizio Vidale. In una intervista al Los Angeles Time, il regista Peter Jackson si è dichiarato più che entusiasta di Martin Freeman e ha dichiarato che l'attore è la persona adatta per la parte di Bilbo Baggins. Prima di scegliere l'attore britannico per il ruolo Peter Jackson provinò diversi attori, tra cui James McAvoy, Tobey Maguire e David Tennant. Ian Holm ritorna ad interpretare il personaggio da anziano in alcune scene.

## Critica e cultura di massa

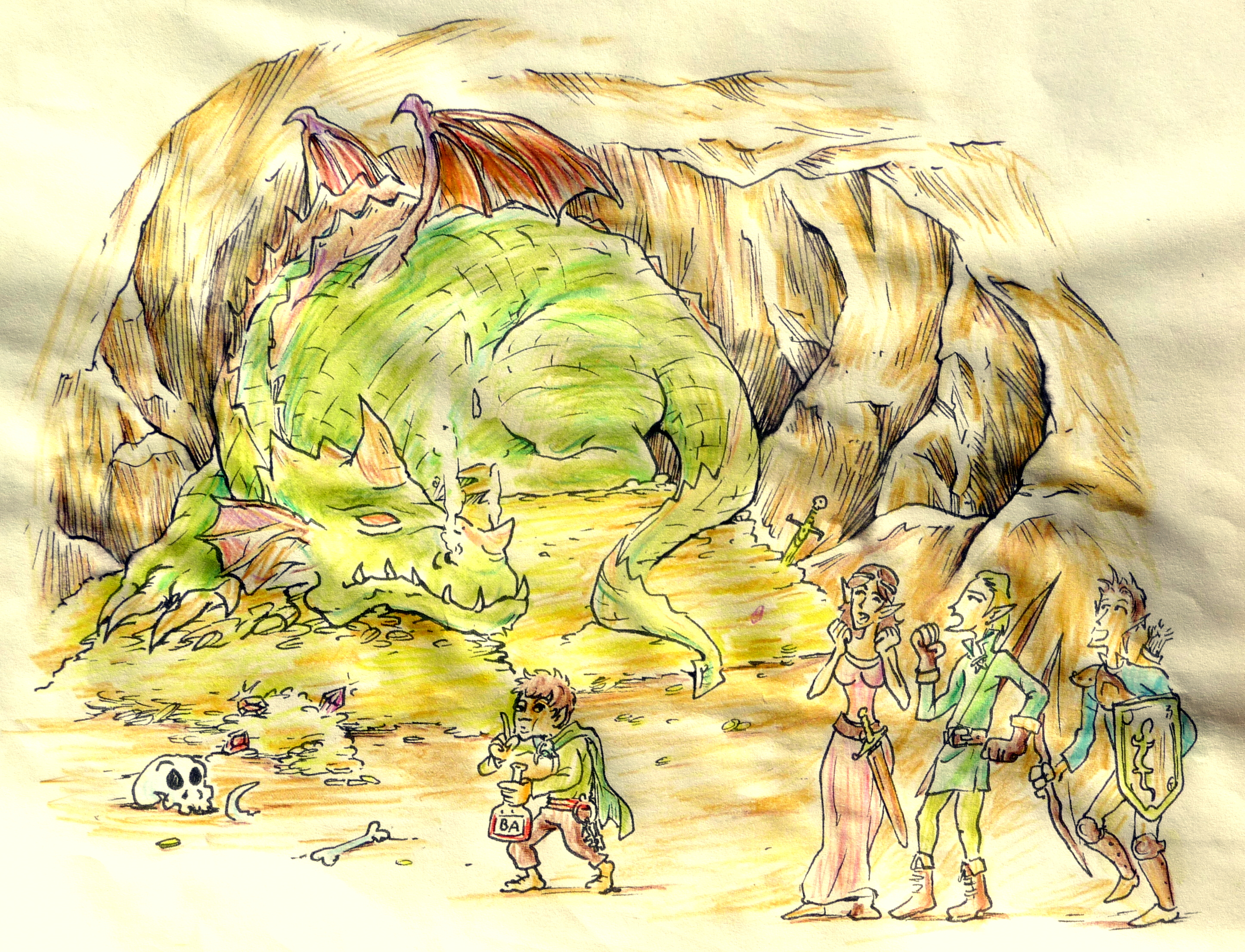
Vignetta umoristica con Bilbo e il drago Smaug

Il personaggio ha ricevuto ottime critiche sin dalla pubblicazione del romanzo Lo Hobbit. Nonostante sia un personaggio targato 1937, Bilbo risulta essere un personaggio molto moderno secondo la maggior parte della critica. Per Jack Zipes in The Oxford Companion to Fairy Tales Bilbo rappresenta il classico personaggio delle fiabe
Martin Freeman ha ricevuto molti consensi positivi per la sua interpretazione di Bilbo nella trilogia di Peter Jackson. In particolare, Freeman ha ricevuto un'Empire Awards per il miglior attore protagonista e un MTV Movie Awards per il miglior eroe, oltre ad altre nomination per altri premi.
Il personaggio di Bilbo è stato parodiato in alcuni sketch e serie televisive, come in "The Chaser's War on Everything", una serie televisiva satirica australiana.
A Bilbo sono dedicati i Bilbo Colles su Titano.